# Hinton Waldrist Castle
Hinton Waldrist var ett slott i Storbritannien.   Det ligger i grevskapet Oxfordshire och riksdelen England, i den södra delen av landet, 90 km väster om huvudstaden London. Hinton Waldrist ligger 102 meter över havet.
Terrängen runt Hinton Waldrist är huvudsakligen platt. Hinton Waldrist ligger uppe på en höjd. Runt Hinton Waldrist är det ganska tätbefolkat, med 207 invånare per kvadratkilometer. Närmaste större samhälle är Oxford, 15,7 km öster om Hinton Waldrist. Trakten runt Hinton Waldrist består till största delen av jordbruksmark.